# Concursul Muzical Eurovision 1992
Eurovision 1992 a fost a treizeci și șaptea ediție a concursului muzical Eurovision. A câștigat reprezentanta Irlandei Linda Martin cu melodia Why Me?.